# Aralia leschenaultii
Aralia leschenaultii är en araliaväxtart som först beskrevs av Dc., och fick sitt nu gällande namn av Jun Wen. Aralia leschenaultii ingår i släktet Aralia och familjen Araliaceae. Inga underarter finns listade.
Den växer i Sydostasien i bland annat Kina, Indien, Myanmar och på Sri Lanka. Den är listad som Livskraftig enligt Internationella naturvårdsunionen, IUCN.